# Карлсон Карл Мартинович
Карл Мартинович Карлсон (справжнє ім'я Едуард Янович Огріетіс ; 10 жовтня 1888, місто Рига, тепер Латвія — розстріляний 22 квітня 1938, Москва, Російська РФСР) — співробітник ЧК-ОГПУ-НКВД, комісар державної безпеки 2-го рангу. Один з організаторів Голодомору в Україні, працював заступником В. Балицького. Член Центральної контрольної комісії КП(б)У в 1925—1930 роках. Член ЦК КП(б)У в червні 1930 — липні 1937 року. Кандидат у члени Організаційного бюро ЦК КП(б)У в січні 1934 — травні 1937 року.

## Біографія
Народився в родині латиського коваля. У 1903 році закінчив чотирикласне німецьке елементарне міське ремісниче училище в Ризі. З 1903 по вересень 1906 року працював учнем складальника у друкарні «Калнинь і Дейчмана» у Ризі.
Член РСДРП з 21 травня 1905 року, працював в Ризькій організації РСДРП, партійне прізвисько «Огрієтіс», яке часто помилково називають його справжнім прізвищем.
З вересня 1906 по червень 1907 року працював складальником у друкарні Бреденфельда в Санкт-Петербурзі. Одночасно, в 1906—1907 роках працював у нелегальній друкарні Петербурзького комітету РСДРП. У червні 1907 року був заарештований, сидів до березня 1908 року у в'язниці «Хрести». З березня по листопад 1908 року знову працював складальником у друкарні Бреденфельда в Санкт-Петербурзі.
У листопаді 1908 — травні 1917 року — в еміграції в Німеччині та Бельгії, працював складальником у друкарнях міст Кірхейн, Кремніц, Брюссель, брав активну участь у діяльності закордонної групи Латвійської СДРП.
У червні — листопаді 1917 року — завідувач друкарні газети «Пролетарська циня» в Петрограді. З листопада 1917 по квітень 1918 року — керуючий контори і член колегії з управління друкарнею ВЦВК газети «Известия».
З квітня по серпень 1918 року — завідувач розвідки, помічник завідувача секретно-оперативної частини відділу по боротьбі з контрреволюцією ВЧК (з 7 липня 1918 р.).
З 1 серпня по листопад 1918 року — уповноважений ВЧК на Волзі в місті Нижньому Новгороді. Після взяття Червоною армією Казані в листопаді 1918 р. Карлсон був призначений головою Казанської губернської ЧК і займав цей пост до червня 1919 р.. Влітку 1919 р. за звинуваченням у хабарництві, здирництві, злочинах за посадою губернським ревтрибуналом були засуджені деякі співробітники ГУБЧК, в тому числі завідувач секретним відділом Е. Д. Лапінлауск і його заступниця М. Кангер — цивільна дружина Карлсона. Внаслідок цього головою Казанської губернської ЧК замість Карлсона був призначений Ж. Ф. Девінгталь.
Карлсон був призначений начальником школи ВЧК з підготовки слідчих, комісарів і розвідників (з 16 липня по 29 серпня 1919 р.). Потім — член колегії ОВ (особливий відділ) ВЧК, завідувач відділенням районних політбюро Секретно-оперативного відділу і член колегії МЧК (кінець серпня — грудень 1919). Придушував селянське повстання у м. Юр'єв-Польський Володимирської губернії.

## В Україні
Заступник начальника управління ЧК Всеукраїнського ревкому (з січня по березень 1920), помічник начальника ЦУПЧРЕЗкому (17.03.1920 — 20.10.1920), організовував ЧК в Катеринославі, Полтаві, Таганрозі, Маріуполі, Луганську, під час наступу врагелівських військ був уповноваженим ЦУПЧРЕЗКОМу по Азовському узбережжю голова Донецької ГУБЧК (.01.1920—20.10.1920).
Голова Донецької губернської ЧК (20.11.1920—.02.1922), начальник Донецького губернського відділу ГПУ (.02.1922—.04.1924).
Заступник голови ДПУ УСРР (10.06.1924—25.05.1934), начальник секретно-оперативного управління (СОУ) ДПУ УСРР (19.06.1925 — 09.12.1929). У 1930 р. був членом комісії «для вироблення заходів щодо куркульства» під головуванням Молотова. Політбюро після доопрацювання проекту комісії прийняло постанову «Про заходи щодо ліквідації куркульських господарств у районах суцільної колективізації». 20 березня 1933 р. постановою Політбюро ЦК ВКП(б) «трійці» у складі В. А. Балицького, К. М. Карлсона та І. М. Леплевського було надано право розгляду справ по повстанству і контрреволюції в Україні із застосуванням вищої міри покарання.
Начальник Харківського обласного відділу ДПУ (04.06.1934 — 10.07.1934), начальник УНКВС по Харківській області (15.07.1934—17.10.1936). Заступник народного комісара внутрішніх справ УРСР (17.10.1936—20.07.1937).
Начальник Томсько-Асіновського ВТТ НКВС (16.08.1937—11.01.1938).
Звільнений з НКВС 11 січня 1938 р. Заарештований 22 січня 1938 р. Включений в розстрільний список «Москва-центр» від 19 квітня 1938 р., що був підписаний Сталіним, Молотовим, Кагановичем і Ждановим. 22 квітня 1938 року засуджений до смертної кари, того ж дня розстріляний.
Посмертно реабілітований. Включений СБУ в список організаторів Голодомору.

## Звання
- комісар державної безпеки 2-го рангу (26.11.1935)

## Нагороди
- орден Червоного Прапора (17.04.1923)
- знак «Почесний працівник ВНК—ДПУ (V)» (1922)
- знак «Почесний працівник ВНК—ДПУ (XV)» (20.12.1932)